# Esplanaden, Huskvarna
Esplanaden är en omkring 500 meter lång, smal park i Huskvarna i nuvarande Jönköpings kommun, som anlades 1911 som ett paradstråk i den då nybildade staden Huskvarna. Den sträcker sig i en remsa mellan Erik Dahlbergsgatan och Kungsgatan, mellan Mästaregatan/Floragatan i ostnordost och den på 1960-talet anlagda Esplanadbron över Huskvarnaån i västsydväst.
Esplanaden ingick i den stadsplan för den nya stadsdelen på Rosendala gärden, som upprättades av ingenjören Axel Sahlén och som fastställdes 1907 av den samma år bildade Huskvarna köping.
Esplanaden renoverades 1996, varvid anlades ett torg med skulpturen Vägen genom A över Alf Henrikson, som skapades av Thomas Qvarsebo.
Esplanadens möbler, soffor och belysningsstolpar är målade i den röda färgnyans som var en vanlig färg på Husqvarnas motorcyklar.
Vid Esplanaden ligger det tidigare Huskvarna stadshus samt Unionshuset. Huskvarnas nya stadshus från 2017 ligger där Esplanaden övergår i Esplanadbron.

## Byggnader utmed Esplanader i urval
- Unionshuset
- Gamla stadshuset
- Kvarteret Rosen

## Bildgalleri

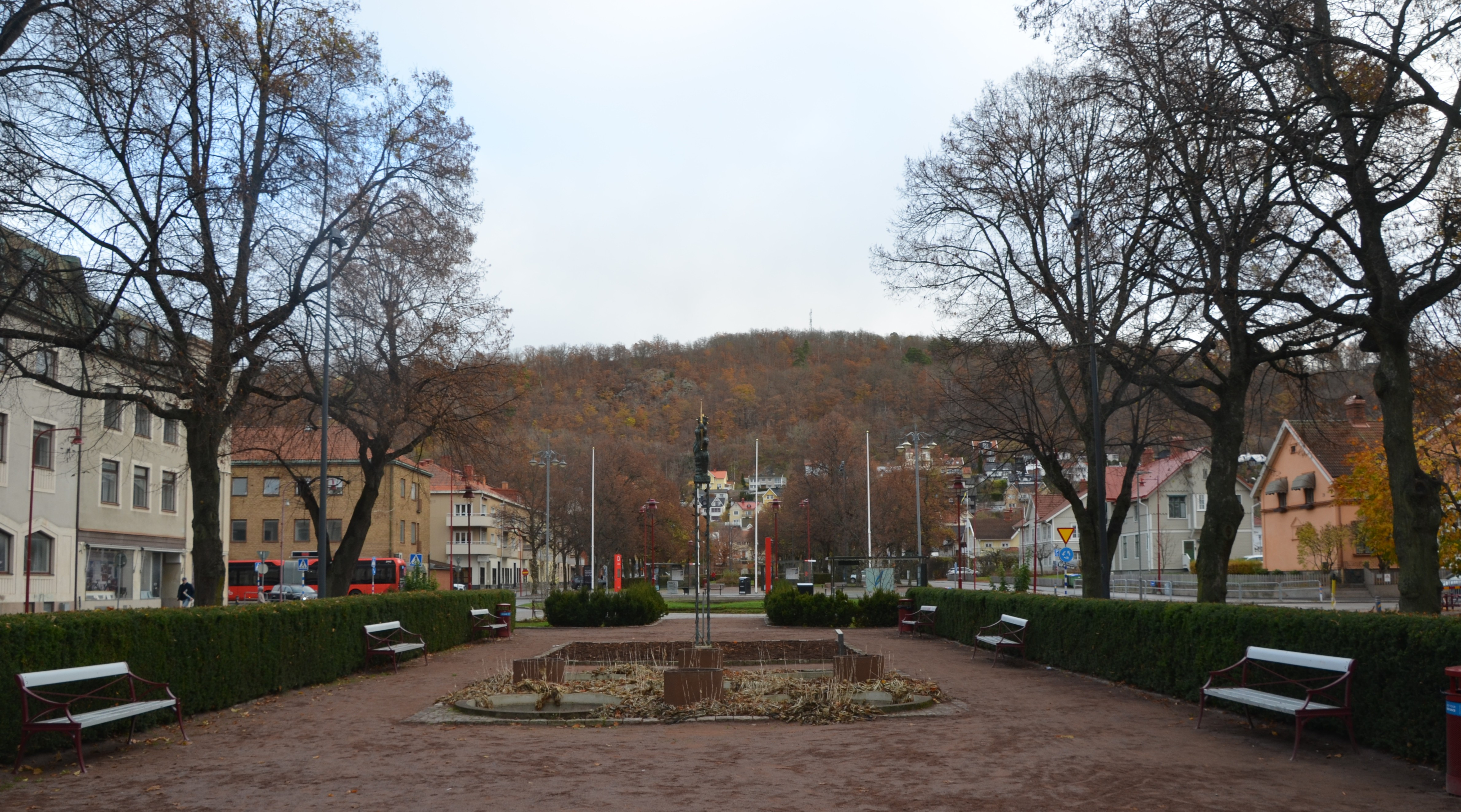
Esplanaden österut, 2024
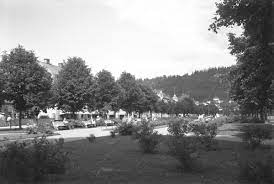
Esplanaden,1920
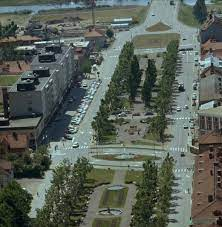
Esplanaden, 1960-talet